# Crawfordapis luctuosa
Crawfordapis luctuosa är en biart som först beskrevs av Smith 1861.  Crawfordapis luctuosa ingår i släktet Crawfordapis och familjen korttungebin. Inga underarter finns listade i Catalogue of Life.

## Bildgalleri